# 그림자를 판 사나이

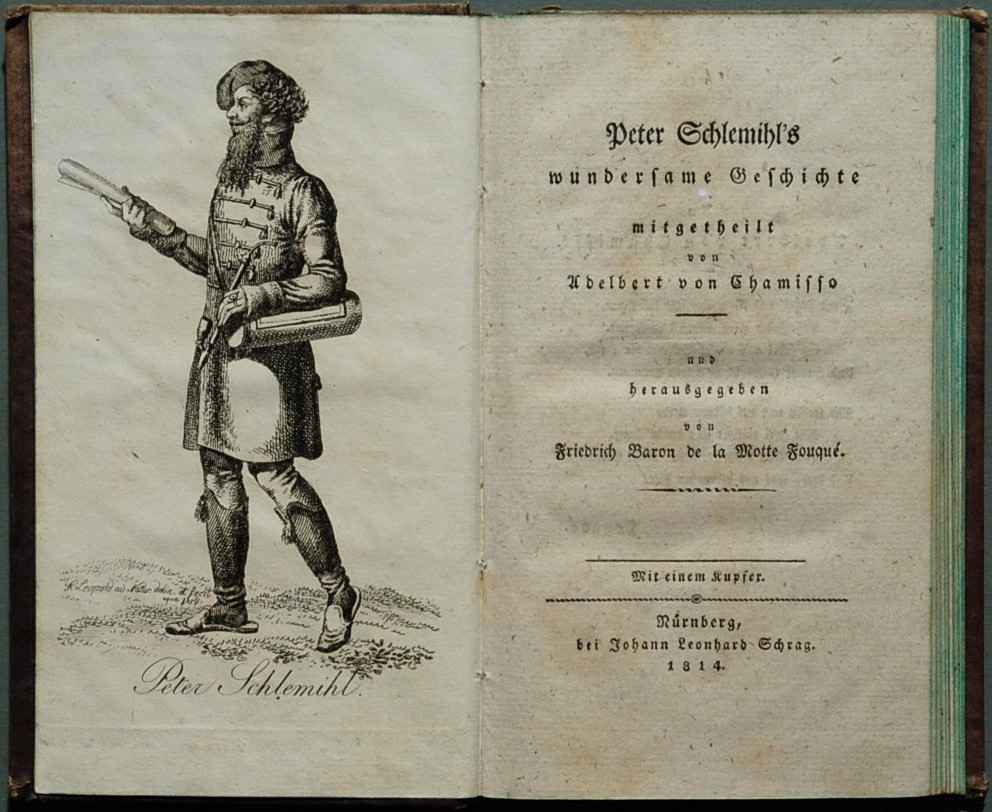
제1판

《그림자를 판 사나이》 또는 《페터 슐레밀의 기이한 이야기》(Peter Schlemihls wundersame Geschichte)는 아델베르트 폰 샤미소의 작품이다.
악마에게 그림자를 판 사람의 이야기로서 부자가 되긴 했지만 그림자를 잃은 탓으로 불행에 빠지게 되고, 결국은 이상한 장화를 입수하여 그것으로 지구를 뛰어다니면서 자연 과학 연구에 몰두하며 안식을 얻는다는 이야기이다.
주인공 페터 슐레밀은 우연한 인연으로 어떤 부유한 상인의 사교장에 나가게 되는데 그곳에서 회색빛 옷을 걸친 사나이가 그의 주의를 끌게 된다. 사나이는 좌중의 누군가가 소원을 말하면, 즉시 포켓 속에서 그 물건을 끄집어낸다. 망원경과 터키 융단, 마구가 달린 삼두마 등등. 그날 슐레밀은 그의 그림자와 무한히 금화가 쏟아지는 행운의 부대와 바꾸자는 회색 사나이의 제의를 받아들인다. 온갖 희비와 파란을 겪은 끝에 어느덧 계약했던 1년이 지나고 회색의 사나이가 나타나 그림자와 행운의 부대와의 교환 조건으로 주인공 사후의 영혼을 요구한다. 그는 단호히 그 유혹을 물리치고 부대를 들어 물 속으로 내던지지만 이미 바꾼 그의 그림자를 되찾을 수 없게 된다.
그러나 그의 영혼은 구제를 받는다. 그는 어는 고물상에서 우연히 헌 구두를 손에 넣게 된다. 과거의 죄과 때문에 인간 사회에서 소외당했던 그는 그것을 신고 전세계를 다니면서 자연 연구에 심취한다.
인간은 생활에 극히 무의미하다고 생각된 것이 없어지게 되면 그때 비로소 그 중요성을 깨닫게 된다. 그 중요성과 필요성에 대한 인식이 적은 것일수록 그것을 잃어버렸을 때의 고통과 슬픔은 큰 것이다. 이 소설은 그와 같은 교훈 형식을 취한 작품이다.